# Rodolfo Kuhn
Rodolfo Kuhn (ur. 29 grudnia 1934 w Buenos Aires, zm. 3 stycznia 1987 w Valle de Bravo) – argentyński reżyser i scenarzysta filmowy. Jeden z przedstawicieli argentyńskiej nowej fali lat 60., która doprowadziła do "odprowincjonalnienia" tamtejszej kinematografii.

## Życiorys
Zadebiutował eksperymentalną krótkometrażówką Sinfonía en no bemol (1958), nagrodzoną brązowym medalem na Wystawie Światowej w Brukseli. Jego pierwszy pełnometrażowy film fabularny, Starzy młodzi ludzie (1962), opowiadał o sfrustrowanym pokoleniu młodych Argentyńczyków lat 60. Obraz zdobył nagrodę za najlepszy scenariusz oraz nagrodę FIPRESCI na MFF w Mar del Plata.
Kolejne obrazy Kuhna - Pod argentyńskim słońcem (1965), ABC miłości (1967) i nowelowy dokument Argentina, mayo de 1969: Los caminos de la liberación (1971) - były prezentowane i nagradzane na MFF w Berlinie.
Przewodniczył jury konkursu głównego na 24. MFF w Berlinie (1974). Jego pierwszą żoną była przez krótki czas popularna aktorka Elsa Daniel, z którą miał córkę Robertę Kuhn. Drugą żoną była aktorka Graciela Dufau.
W 1978 przeniósł się do Hiszpanii i po dwóch latach pobytu uzyskał tamtejsze obywatelstwo. W 1987 zmarł nagle na atak serca w Meksyku podczas pracy nad scenariuszem filmu poświęconego prawom człowieka w Ameryce Łacińskiej. Miał 52 lata.